# Otto Hartig
Otto Hartig (* 6. April 1876 in Großhartpenning; † 4. Oktober 1945 in Bamberg) war ein deutscher Historiker und Bibliothekar.

## Wirken
Otto Hartig studierte Germanistik, Geschichte und Geographie an der Technischen Hochschule München und promovierte dort 1905. Im gleichen Jahr trat er als Volontär an der Bayerischen Hof- und Staatsbibliothek in den Bibliotheksdienst ein. Dort war er bis 1935 als Bibliothekar tätig, seit 1929 als Oberbibliotheksrat. Er leitete dort den Realkatalog und die Kartensammlung. Aus politischen Gründen wurde er 1935 an die Staatsbibliothek Bamberg versetzt. Große Anerkennung erfuhr er besonders durch sein 1917 veröffentlichtes Buch über die Entstehungs- und Gründungsgeschichte der Bayerischen Hof- und Staatsbibliothek. Diese Veröffentlichung führte zu seiner Ernennung als außerordentliches Mitglied der Bayerischen Akademie der Wissenschaft.

## Schriften (Auswahl)
- Ältere Entdeckungsgeschichte und Kartographie Afrikas mit Bourguignon d'Anville als Schlußpunkt (1749). Lechner, Wien 1905 (Dissertation Technische Hochschule München).
- (Hrsg.): Die Schedelsche Bibliothek.  Ein Beitrag zur Geschichte der Ausbreitung der italienischen Renaissance, des deutschen Humanismus und der medizinischen Literatur / von Richard Stauber. Nach dem Tode des Verf. hrsg. von Otto Hartig (= Studien und Darstellungen aus dem Gebiete der Geschichte, Bd. 6, 2/3). Herder, Freiburg/Br. 1908 (Nachdruck 1969).
- Die Gründung der Münchener Hofbibliothek durch Albrecht V. und Johann Jakob Fugger. Verlag der Königlich Bayerischen Akademie der Wissenschaften, München 1917.
- Christoph Schorer von Memmingen und sein „Sprachverderber“ (1643). Verlag der Bayerischen Akademie der Wissenschaften, München 1922.
- Altheimatland. Bayerische Städte- und Ortsansichten aus dem sechzehnten Jahrhundert; nach der Landesbeschreibung Apians. Schmidt, München 1922.
- Münchner Künstler und Kunstsachen. Auszüge aus Archivalien und handschriftlichen Aufzeichnungen der staatlichen und städtischen Archive und Bibliotheken Münchens, nebst Ergänzungen aus der gedruckten Literatur. In: Münchner Jahrbuch der bildenden Kunst, N.F. Bd. 3 (1926), S. 273–370 und N.F. Bd. 7 (1930), S. 338–377.
- Bayerisches Handwerk in seinen alten Zunftordnungen. Ein Beitrag zur Geschichte des bayerischen Handwerks und Zunftwesens (= Beiträge zur bayerischen Kulturgeschichte, Bd. 1). Müller & Königer, München 1927.
- (Hrsg.): Das alte Bayern. 30 Zeichnungen und 38 Holzschnitte aus der Werkstätte Philipp Apians und Jost Ammans. Grassinger, München 1927.
- Der Bamberger Reiter und sein Geheimnis. Ein Beitrag zur Ideologie der hochmittelalterlichen Reiterdarstellungen. Buchner, Bamberg 1939.
- Hans Rosenplüts Lobspuch auf die Stadt Bamberg mit dem Bamberger Stadtwappen. Gedruckt von Hans Sporer in Bamberg 1491 ; (nach d. Ex. d. . B. Staatsbibliothek in München). Bamberg 1939.
- Hans Fischer und die Staatliche Bibliothek Bamberg. In: Zentralblatt für Bibliothekswesen, Bd. 58 (1941), S. 338–348.